# Hoplophorella subciliata
Hoplophorella subciliata är en kvalsterart som beskrevs av Sandór Mahunka 1983. Hoplophorella subciliata ingår i släktet Hoplophorella och familjen Phthiracaridae. Inga underarter finns listade i Catalogue of Life.